# Замкова гора (Київ)

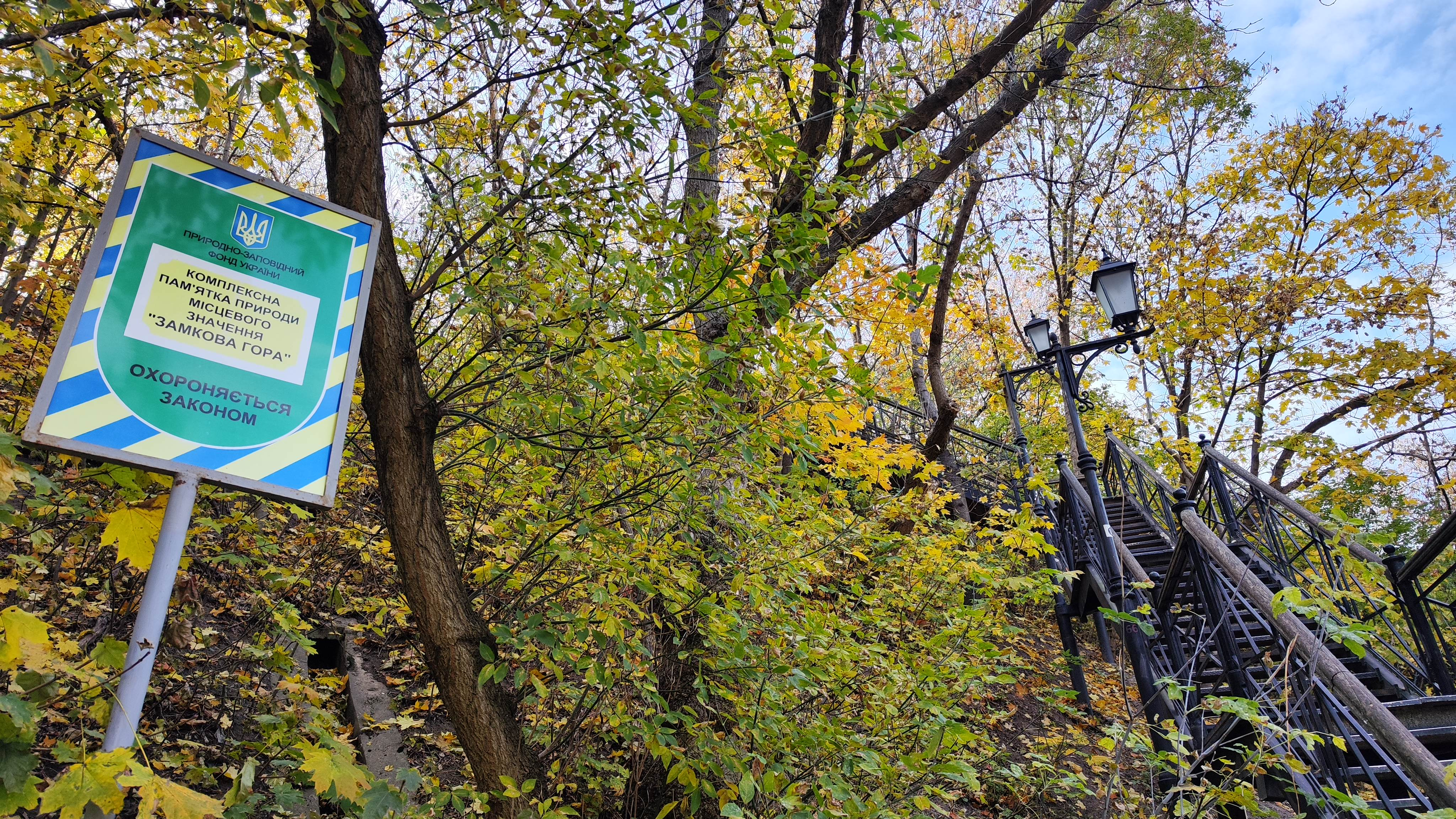

За́мкова гора, Хоривиця, або Киселівка, або Фролівська гора — історична місцевість Києва. Місце колишнього розташування Київського замку.

## Загальні відомості
Залишок правого, високого берега Дніпра з крутими схилами. Розташована між Старокиївською горою, Щекавицею, Гончарами і Кожум'яками з одного боку та власне Подолом — з іншого. 

## Історія

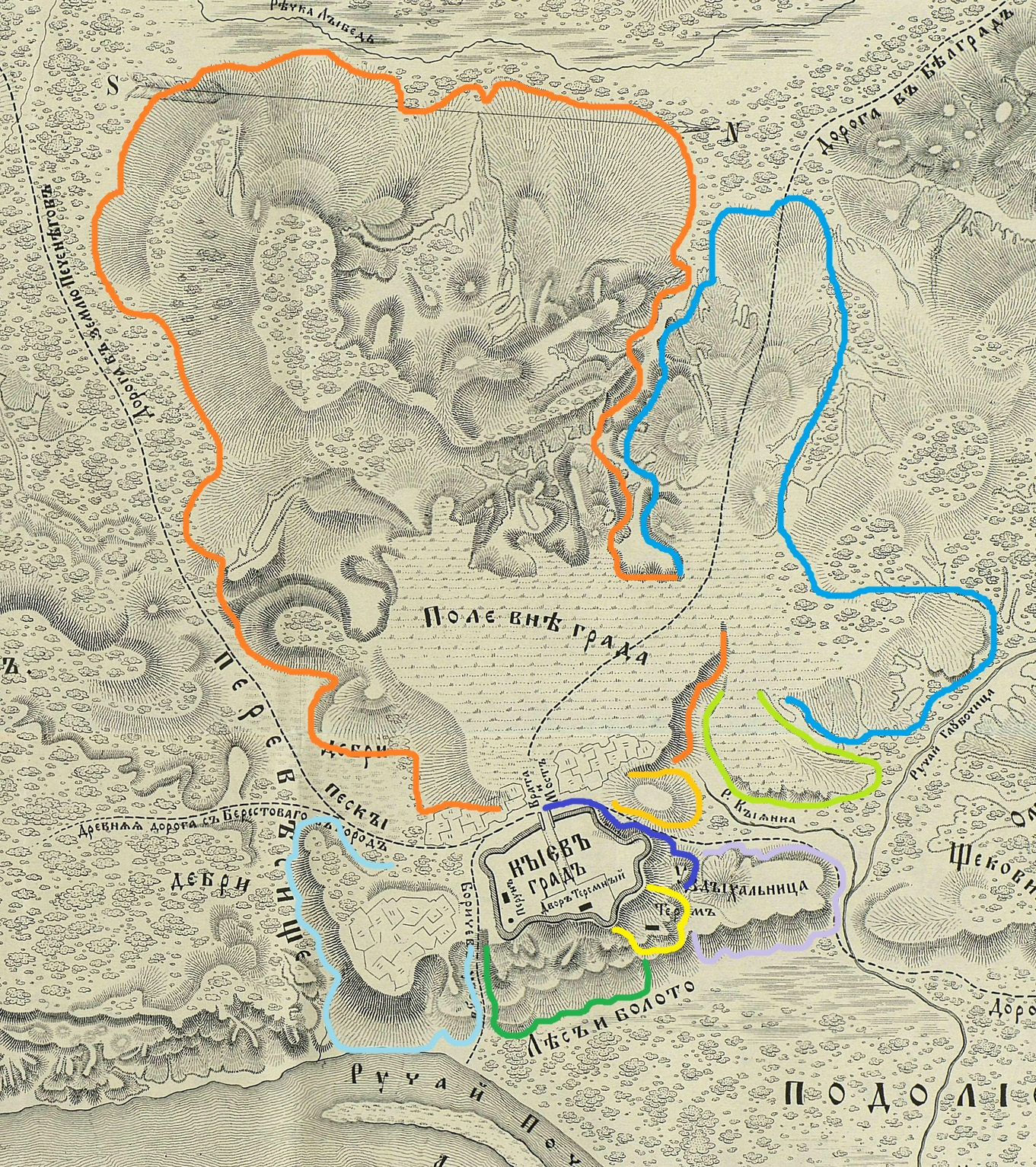
Замкова гора ; Старокиївське плато; Старокиївська гора; Андріївська гора; Уздихальниця; Дитинка; Михайлівська гора; Кудрявець; Волова гора.

За даними археологічних досліджень, гора була заселена ще наприкінці ІІІ тисячоліття до н. е. Декотрі вчені вважають, що до того, як полянський князь Кий збудував на Старокиївській горі укріплення, що започаткувало Київ, його резиденція містилася на Замковій горі. У ІХ—Х століттях тут був заміський князівський палац. Давня назва гори невідома (умовно називають Києвицею). Деякі дослідники ототожнюють її з Хоревицею, де нібито жив один із легендарних засновників Києва Хорив.

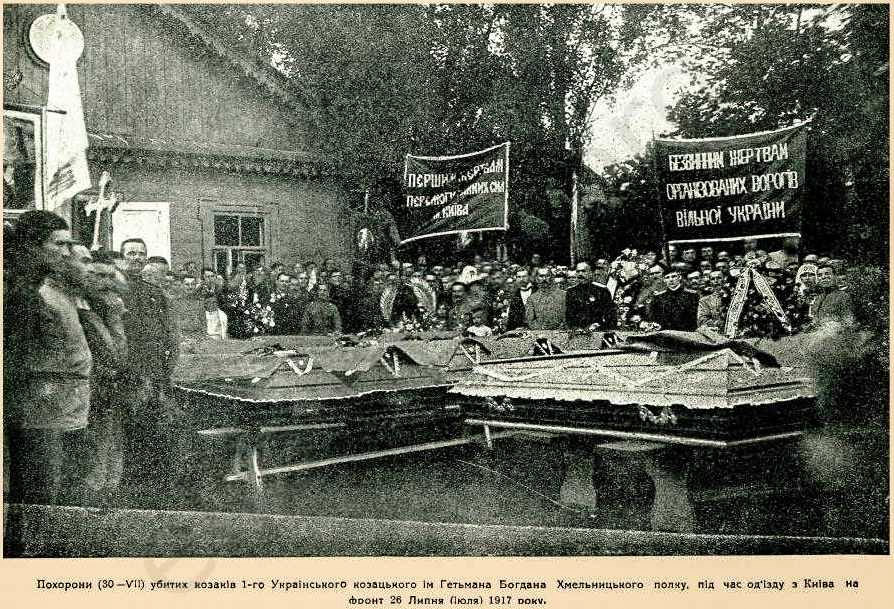
Похорон убитих козаків 1-го українського полку імені Богдана Хмельницького. 1917

З початком Литовсько-польської доби, у 1370 — 1380-ті роки, коли Поділ став центром Києва, на Замковій горі був споруджений дерев'яний замок литовського воєводи, відтак столиця Київського князівства перетворилася на важливий оборонний і торговий пункт володінь Великого князівства Литовського. У місті правила місцева династія, гілка Гедиміновичів ― Володимировичі, крім того, місто зберігало за собою статус ставки митрополита, а літопис титулував Вітовта Великого як «князь литовський і київський».
Київ був воротами до східної торгівлі, яка сягала далеких Індії і Китаю; саме звідси Вітовт провадив свою політику щодо Золотої Орди й причорноморських держав. Відповідно, представники династії докладали чимало зусиль до розбудови місцевої фортеці та інших споруд.
Центральним архітектурним комплексом став новий Київський замок, збудований на високій горі. У народі замок отримав ім'я «Литовський», а гора до сьогодні називається «Замковою». Замок був дерев'яний та проіснував з 1362 року до початку XVIII століття. Весь цей час його добудовували й оновлювали. З огляду на специфіку ґрунтів київських гір, замок завжди був з деревини.
Ця споруда домінувала над Подолом і річковим портом міста. Доволі швидко, аби зміцнити лівий берег і контролювати дорогу на Чернігів, у районі сучасного житлового масиву Троєщина було збудовано ще один замок, менший за розмірами. У народі ця фортеця отримала ім'я Семенове городище — на честь останнього київського князя Семена Олельковича.
Саме цей князь на честь своїх перемог над ординцями, про що в літописі сказано «чесно боронив отчину свою, град Київ, від сильніших за себе ординських царів і від татар», відновив Михайлівський Золотоверхий собор. Таким чином князь розпочав реконструкцію і старого князівського Києва, або «міста Ярослава», яке занепало за Золотої Орди. Є всі підстави вважати, що тоді розпочалися ремонтні роботи у Софійському соборі, що сприяло збереженню унікальних розписів та візантійської мозаїки. Ці роботи підкреслювали значення самого князя, якому сучасники пророчили трон Великого князівства Литовського.
1482 року під час навали кримського хана Менґлі I Ґерая замок був спалений, а близько 1532–1545 років — відновлений та перебудований під керівництвом київського городничого Івана Служки. У замку налічувалося 15 бойових чотириярусних башт. Його площа становила 16 тисяч м², тобто вдвічі більше від площі плато Замкової гори. Замок з'єднувався з укріпленнями на горі Уздихальниця (Андріївська). Киселівкою гору стали називати у середині XVII століття (за іменем воєводи Адама Киселя).
1651 року українські повсталі козаки спалили замок, у якому засіли, зокрема, і польські загарбники. З тої пори гора спустошилася, її вкрили городи та баштани подолян. З 1816 року на Замковій горі існувало кладовище для населення Подолу, Гончарів та Кожум'як. 1854 року Киселівка перейшла до Флорівського монастиря (звідси й назва «Флорівська гора»). 1857 року була споруджена кладовищенська мурована Троїцька церква та огорожа навколо кладовища. На Флорівському кладовищі були, зокрема, поховані професор Микола Іванович Петров, професор Алексєєв, інженер-винахідник прокату рейок на Воткинських заводах В. Жмакін.
12 серпня 1917 року на цвинтарі поховали козаків 1-го українського полку імені Богдана Хмельницького, розстріляних російськими підрозділами.

## Комплексна пам'ятка природи м. Києва
Наразі Замкова гора є пам'яткою природи місцевого значення. Заповідана у травні 2007 року.
Урочище Замкова гора - це ялесово-суглинистий останець з відносно плоскою верхівкою у вигляді плато, що висувається в бік займищ р. Дніпро.  В історичному минулому Замкова гора відокремлювалася від Старокиївської гори  притокою невеличкого струмка Киянки, який впадав до річки Глибочиця. Наразі  більше половини Замкової гори вкрито напівлісовими багатоярусними насадженнями, що стало осередком існування міської флора та фауни. Серед дерев переважають клени (гостролистий та ясенелистий), зустрічаються дуб черещатий та ясен, зростають також в’язи (гладенький та гірський), здичавілі плодові дерева сливи. Серед чагарників - дерен східний, бузина чорна, шипшина собача. аморфа кущова, - які місцями утворюють густі зарості. Трапляються також зарості дівочого винограду п’ятилисточкового. Решта територія гори вкрита степовою рослинністю, задернована типчаком, пирієм, зустрічаються цикорій, полин гіркий,  тощо.
На Замковій горі наявна своєрідна фауна. Старі дерева надають схованки рідкисним видам кажанів та приваблюють в урочище велику кількість птахів, зокрема сов (сіру та вухату). Плодові дерева приваблюють сирійського дятла та рідкісного сивого дятла. На території гори трапляються мідиці - найменші у світі ссавці. Поширені мідиця звичайна, білозубка звичайна, їжаки, прудка ящірка. Різноманітний і світ комах урочища.

### Галерея

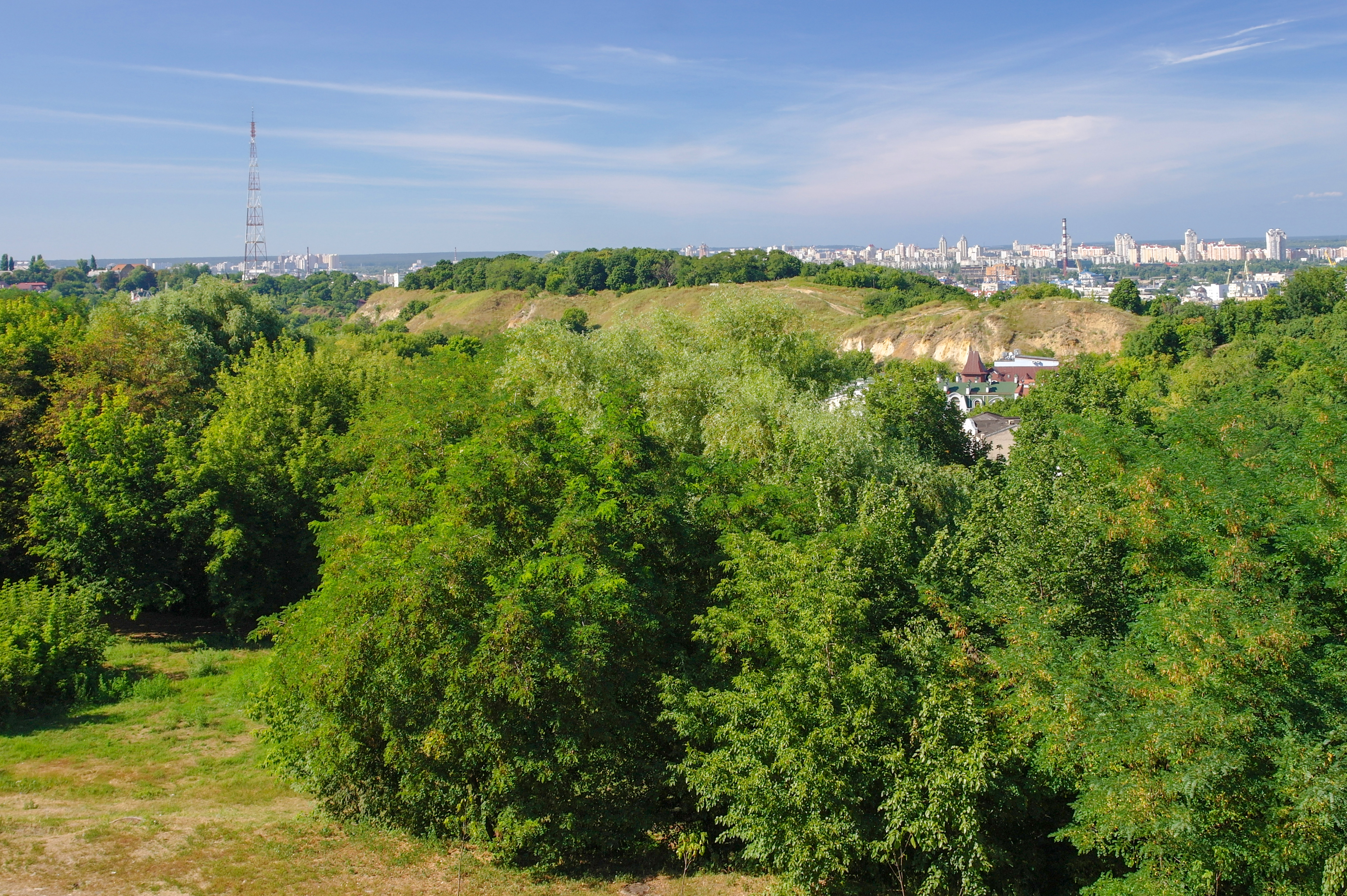
Замкова гора 30 липня 2013 року
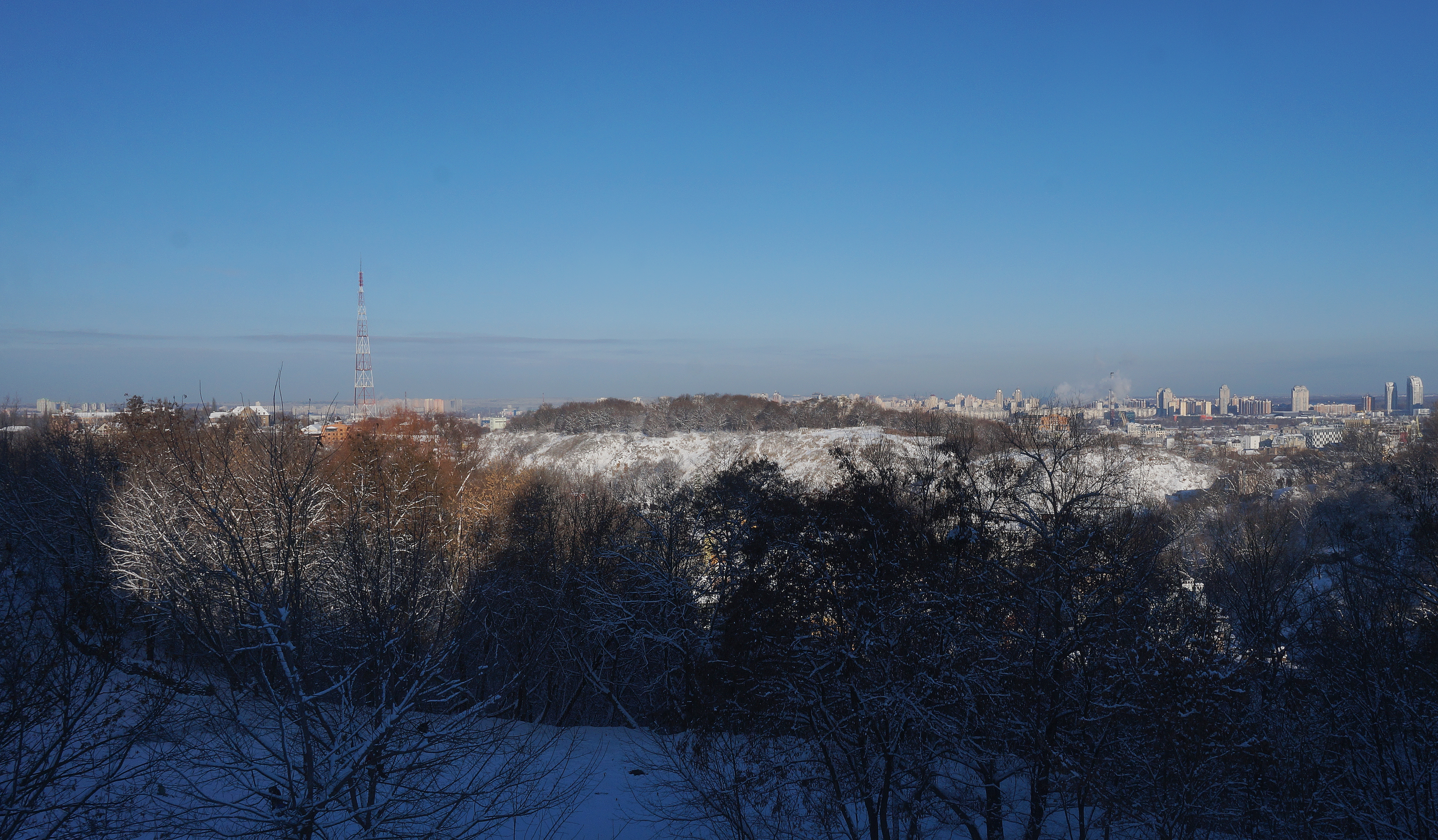
Замкова гора 3 грудня 2016 року
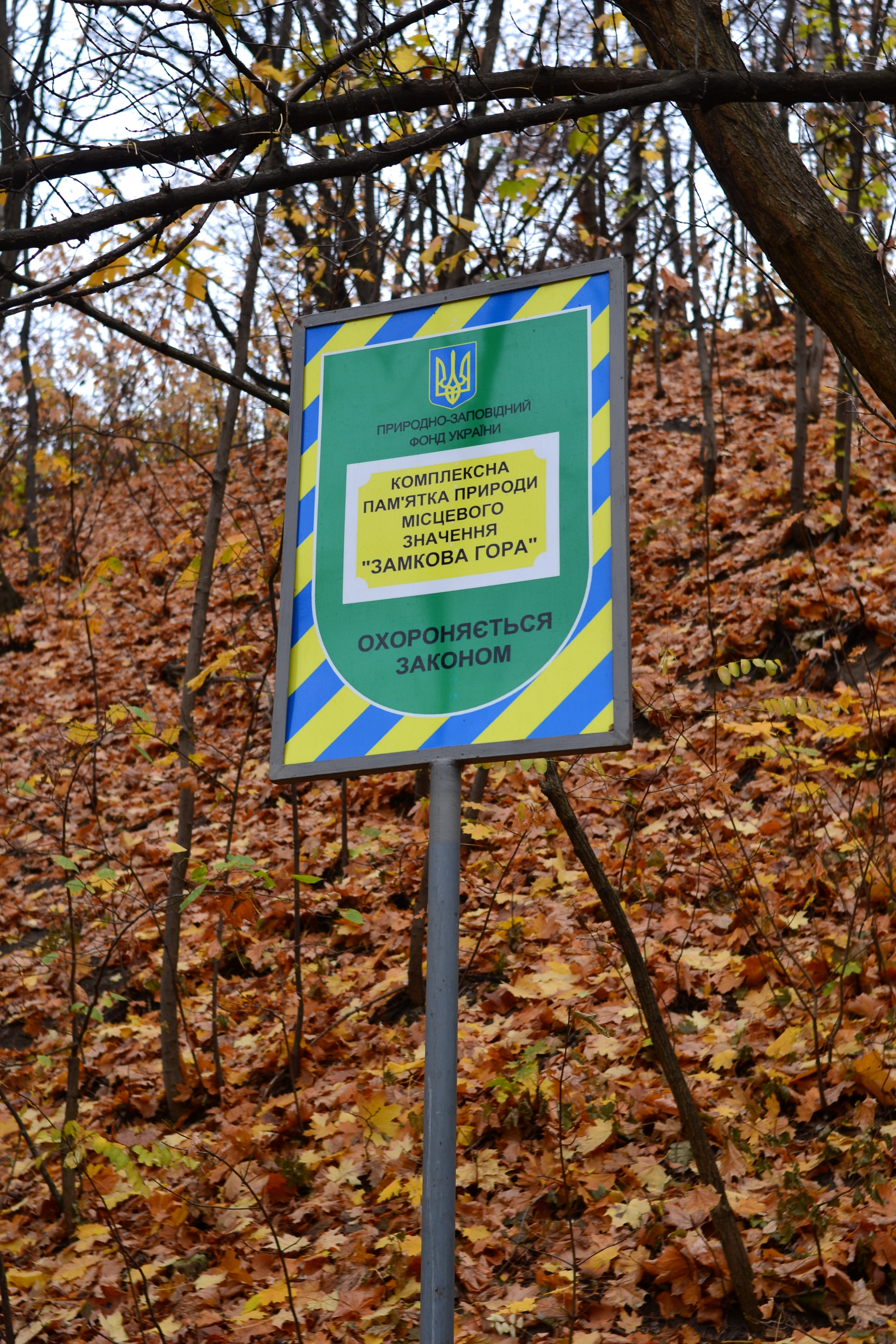
Табличка
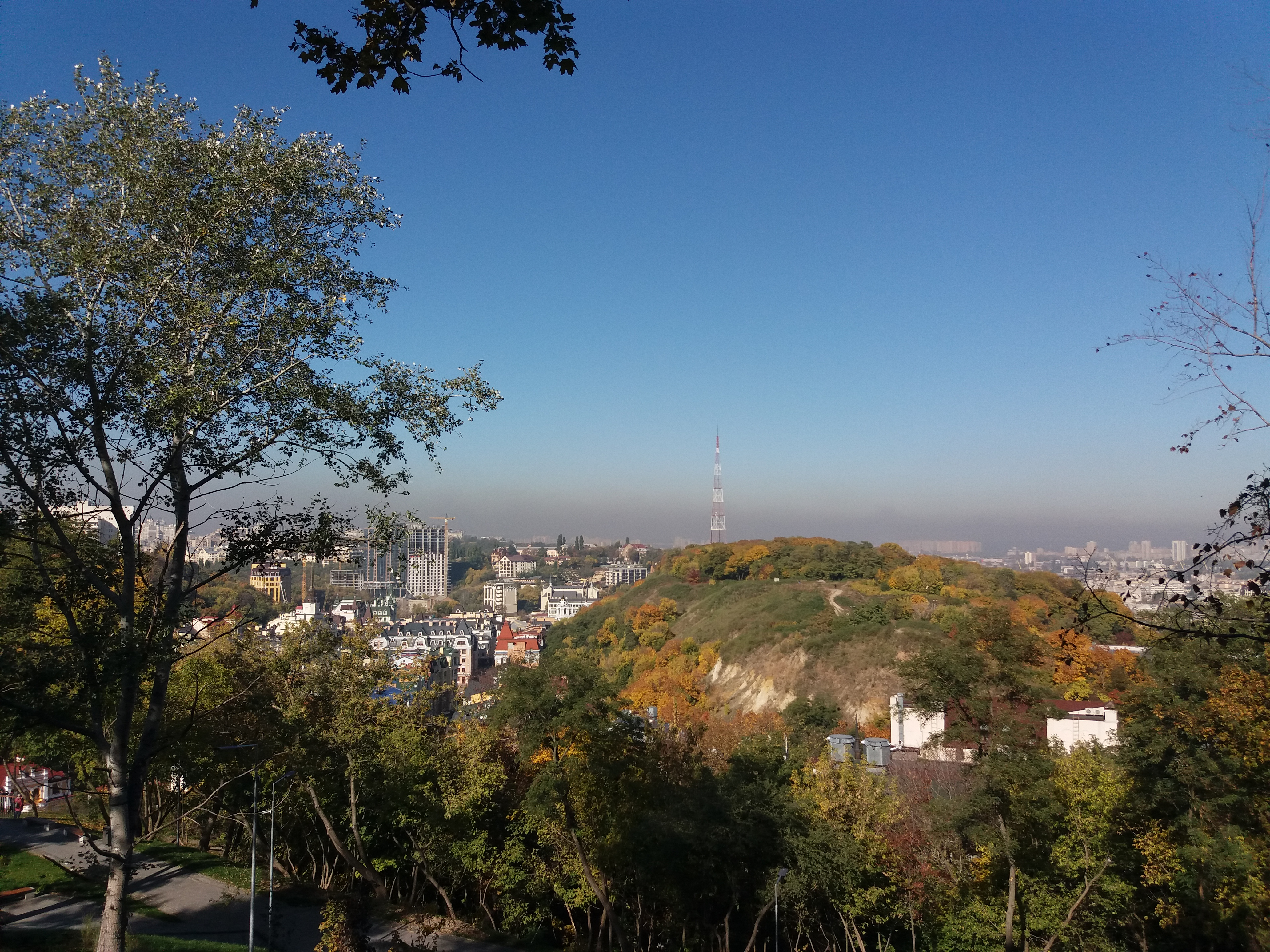
Замкова гора 13 жовтня 2018 року
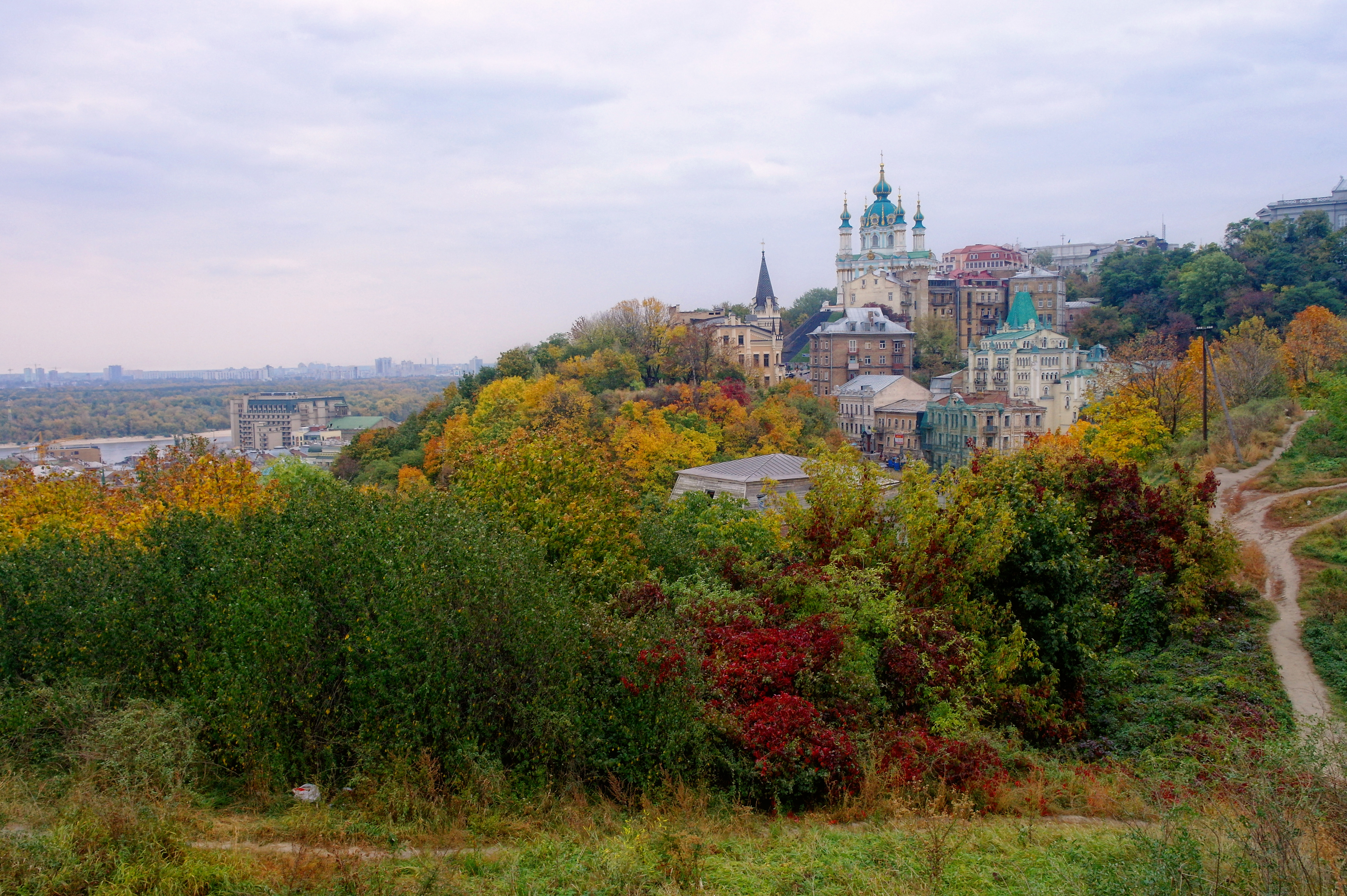
Замкова гора 6 жовтня 2011 року

## Панорама
Замкова гора, Гончарі, Кожум'яки: панорама з Волової гори, 12 червня 2019

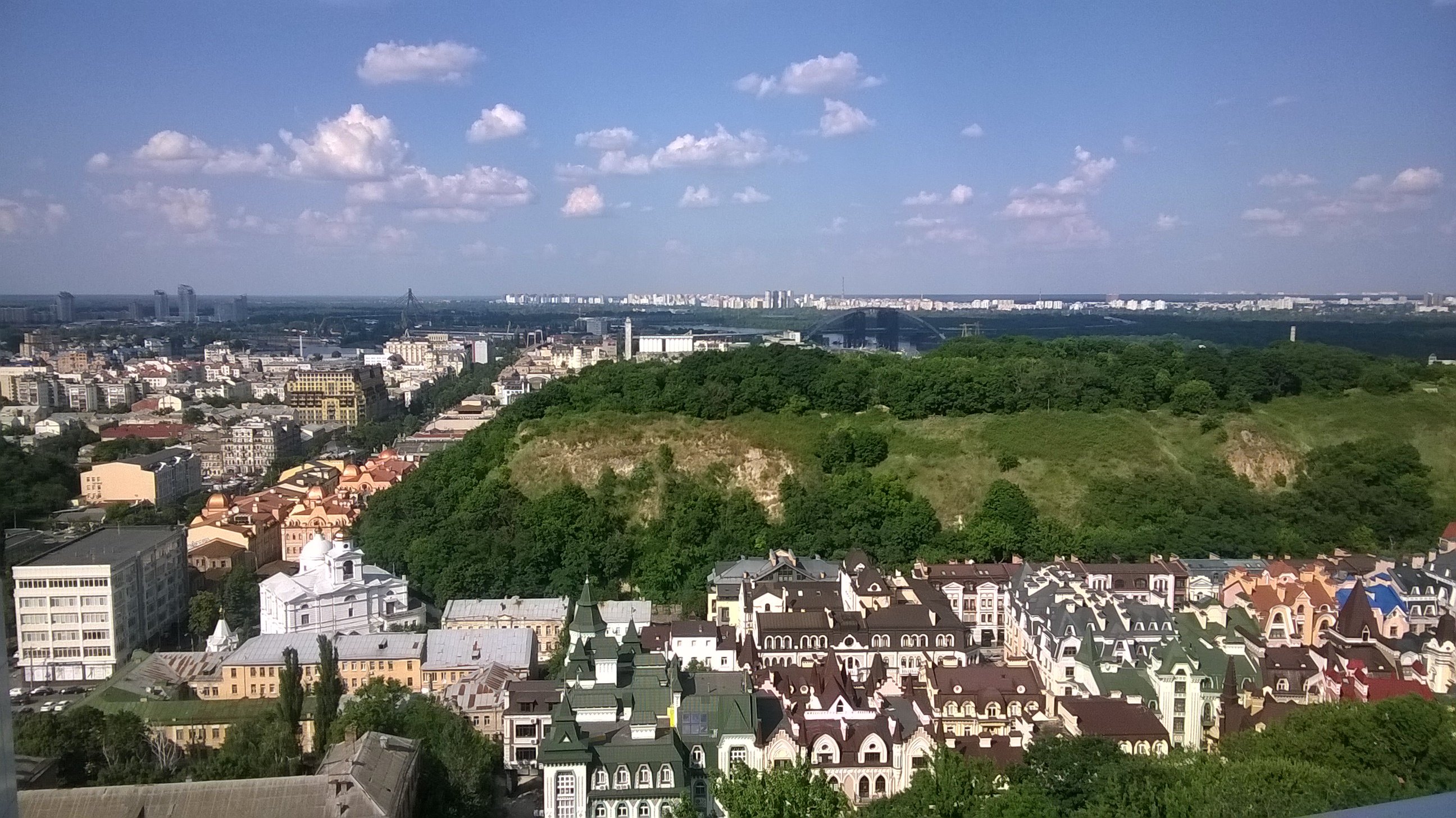
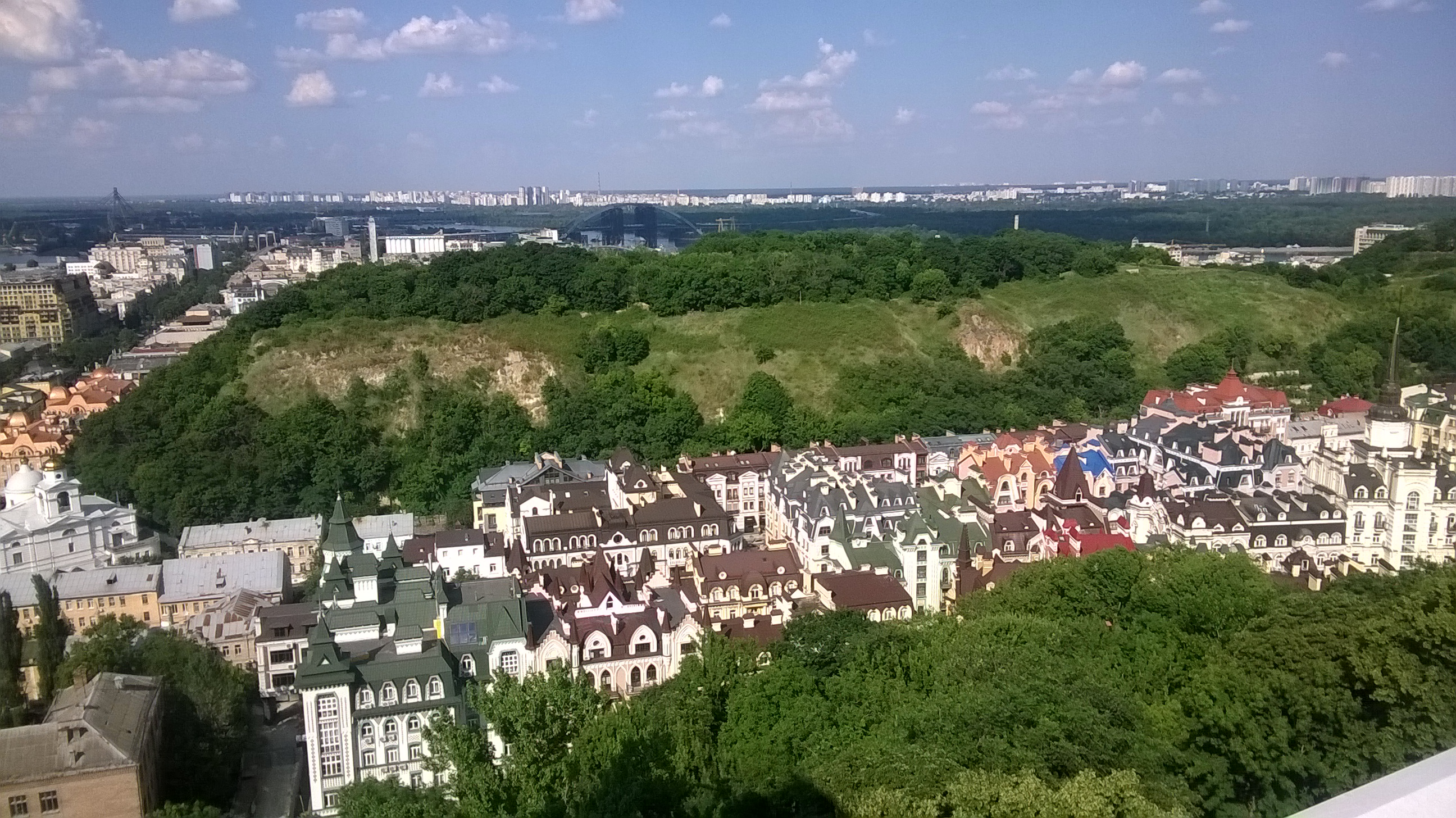
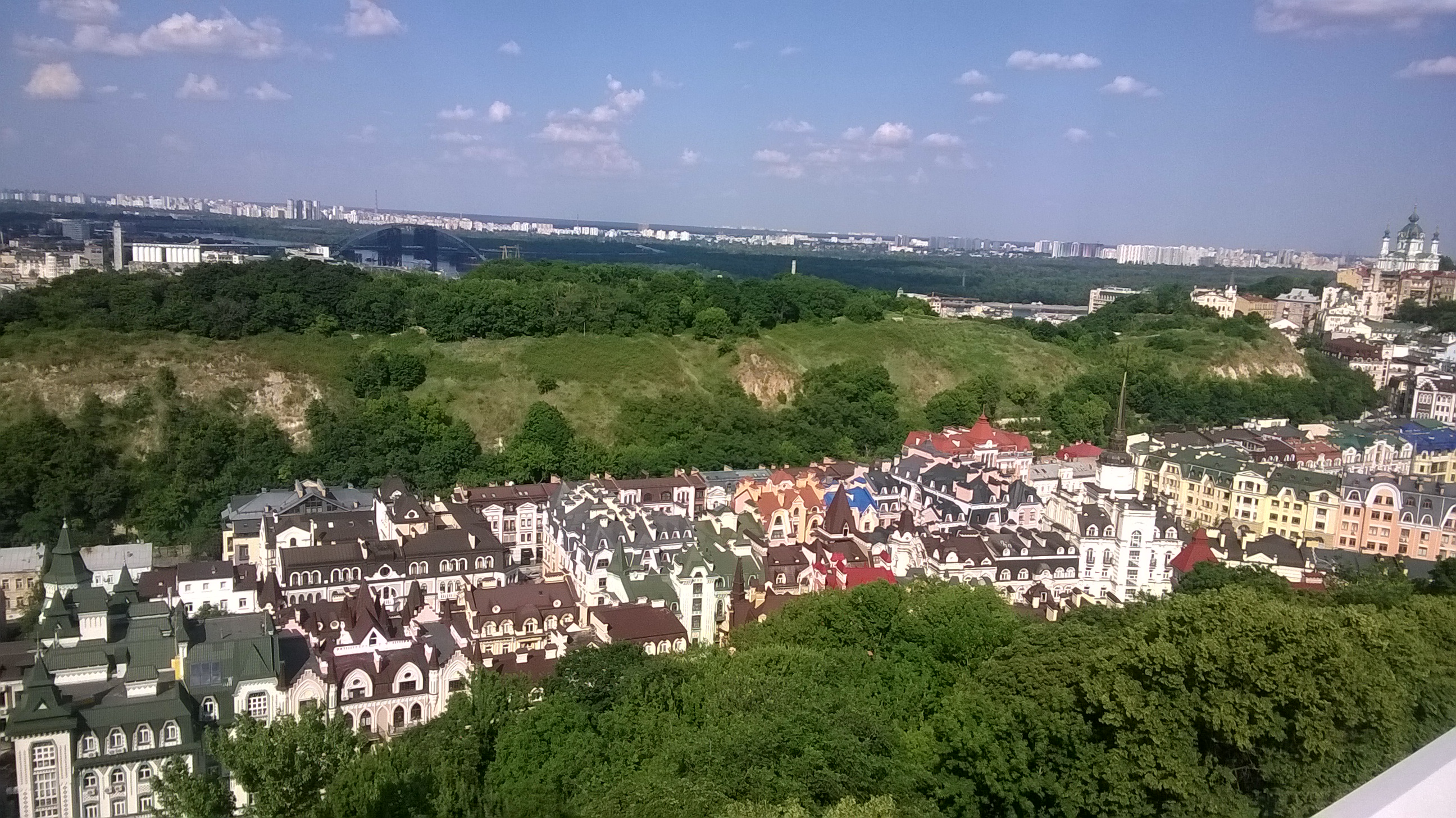
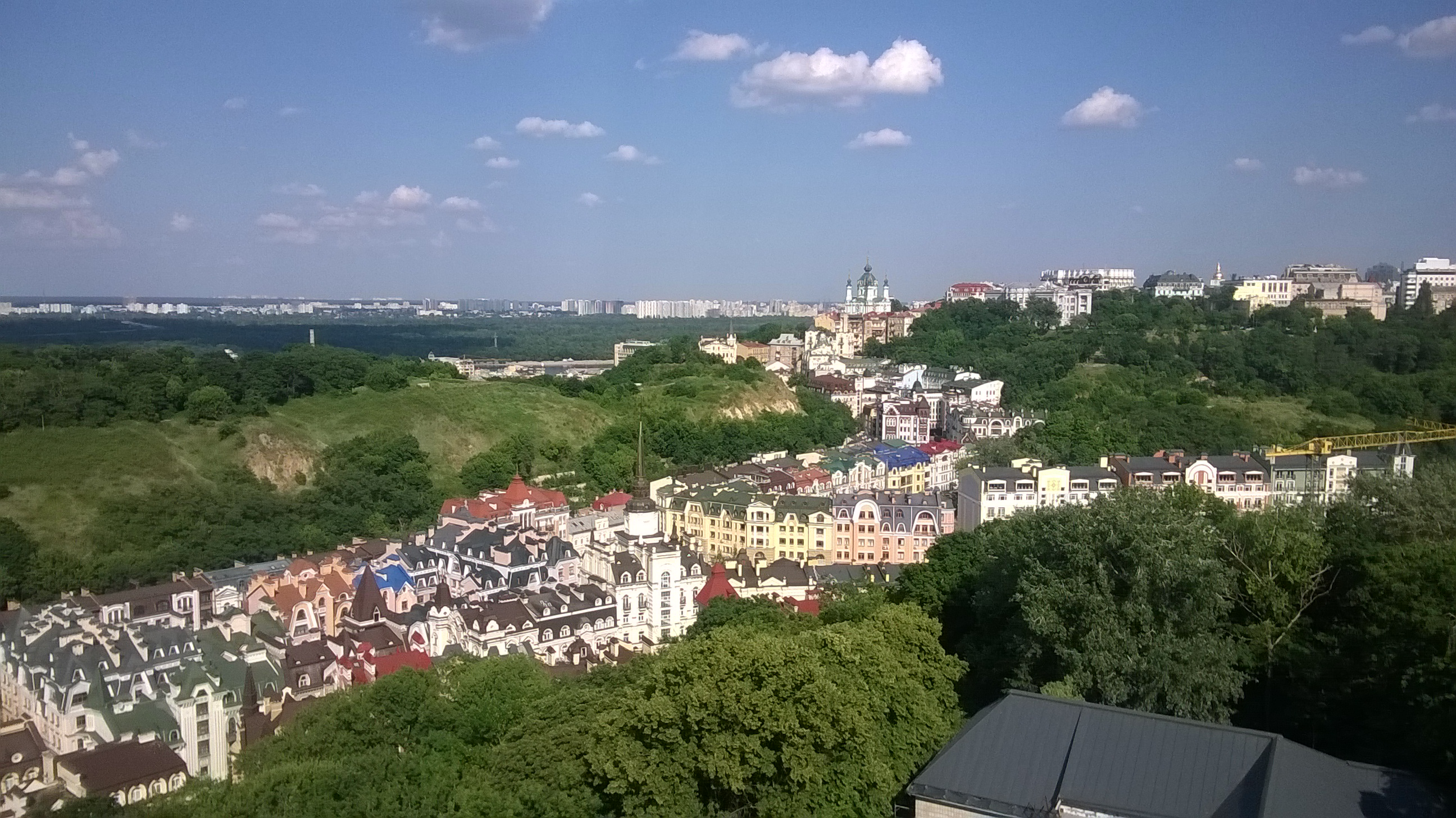